# Бенджамін Силліман
Бенджамін Силліман (англ. Benjamin Silliman) (8 серпня 1779 — 24 листопада 1864) — американський хімік. Професор хімії та мінералогії, Єльський університет, Нью-Хейвен, Коннектикут, США.
Він був одним із перших американських професорів у Єльському коледжі, першою людиною, яка використала процес фракційної дистиляції в Америці, і засновником American Journal of Science, найстаріший науковий журнал у Сполучених Штатах.
На честь Бенджаміна Силлімана названо мінерал силліманіт.

## Інтернет-ресурси
- Твори Бенджамін Силліман у проєкті «Гутенберг»
- Yale University on Silliman
- The Yale Standard on Silliman
- On his abolitionism
- Sillimanite